# Мелекеска
Мелеке́ска — река в России, течёт по территории Тукаевского района Республики Татарстан. Впадает в реку Челна (Нижнекамское водохранилище) в городе Набережные Челны.
Длина реки 22 км, площадь водосборного бассейна — 152 км². Имеет 4 притока, крупнейший из которых — Кувады (правый).

## Описание
Берёт начало у деревни Куаклы в лесном массиве с абсолютными высотами до 209 м на юго-западе Тукаевского района. Течёт в северо-восточном направлении почти прямолинейно, чуть сворачивая влево у самого устья.
Сток сильно зарегулирован. В среднем течении образует рукава и старицы. Устьевая часть затоплена водами Нижнекамского водохранилища.
На реке расположены населённые пункты (от истока к устью): деревня Новые Ерыклы, село Мелекес, деревня Старые Ерыклы, город Набережные Челны.
Мелекеска пересекается крупными путями сообщения: автодорогой 16А-003 «Набережные Челны — Альметьевск», железнодорожной веткой к промзоне КАМАЗа, автодорогой М-7 «Волга» (Казанский проспект), улицей Вл. Гостева, Набережночелнинским проспектом.
В черте города пользуется популярностью для купания и любительского рыболовства. В городе на правом берегу реки расположен санаторий «Жемчужина». В 2016 году в устьевой части по левому берегу открылась рекреационно-прогулочная зона на набережной Габдуллы Тукая.

## Характеристика

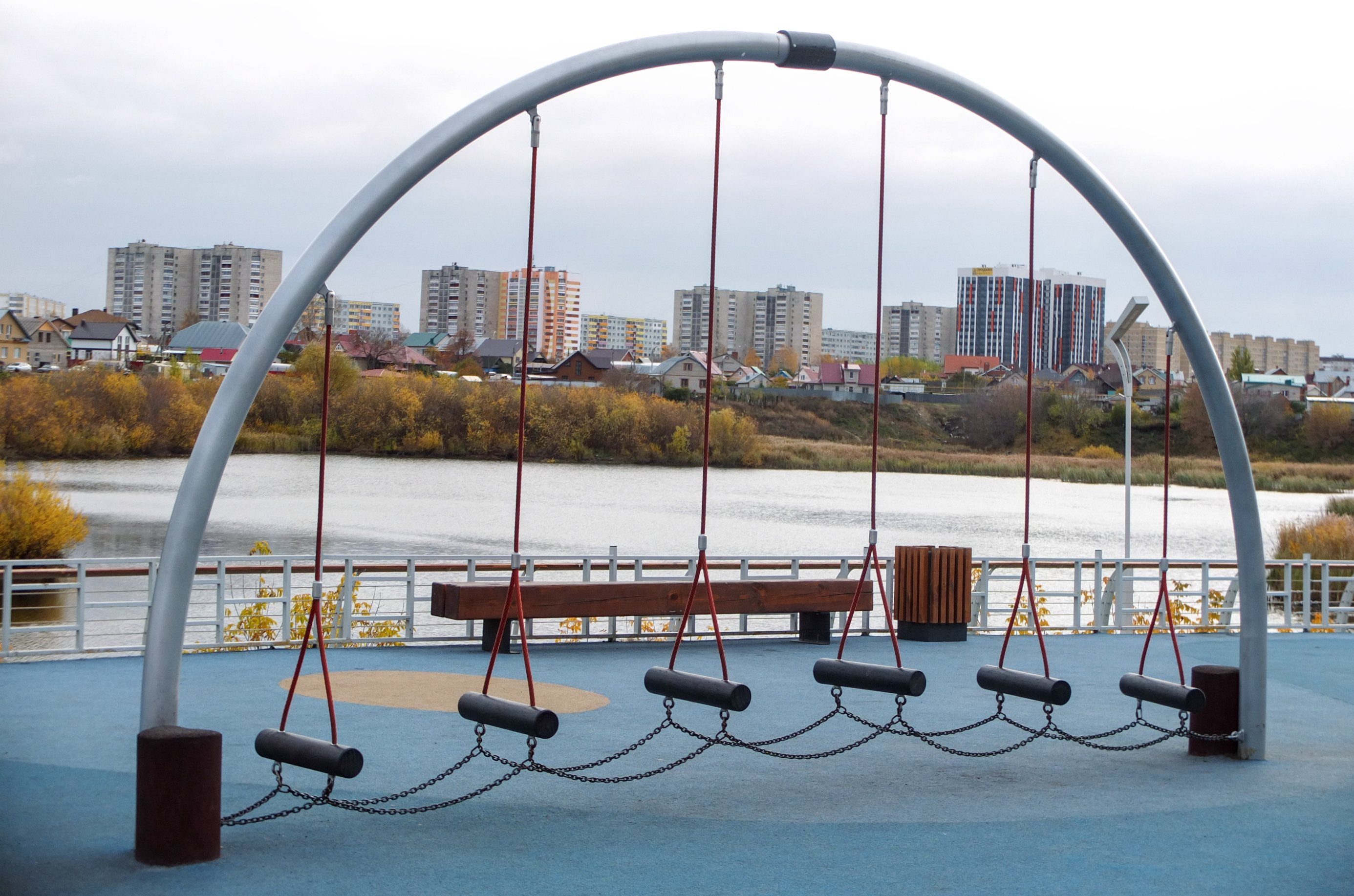
Набережная Мелекески в Набережных Челнах

Густота речной сети в бассейне Мелекески 0,44 км/км², 15 % его территории покрыто лесом.
Характер питания смешанный, большую часть составляет снеговое питание. Модуль подземного питания 1-3 л/с⋅км².
Средний многолетний слой годового стока в бассейне 103 мм, слой стока половодья 90 мм. Средний многолетний меженный расход воды в устье 0,07 м³/с. Весеннее половодье начинается обычно в первых числах апреля, ледостав происходит в начале ноября.
Вода в реке очень жёсткая: 9-12 мг-экв/л весной, 12-20 мг-экв/л зимой и летом. Общая минерализация составляет 500—700 мг/л весной и более 1000 мг/л зимой и летом.

## Данные водного реестра
По данным государственного водного реестра России относится к Камскому бассейновому округу, водохозяйственный участок реки — Кама от Нижнекамского гидроузла и до устья без реки Вятка, речной подбассейн реки — бассейны притоков Камы до впадения Белой. Речной бассейн реки — Кама.